# Католицька церква в Ємені
Като́лицька це́рква в Єм́ені — друга християнська конфесія Ємену. Складова всесвітньої Католицької церкви, яку очолює на Землі римський папа. Керується конференцією єпископів. Станом на 2004 рік у країні нараховувалося близько 1 300 000 католиків (2,72% від усього населення). Існувало 1 діоцезій, які об'єднували 20 церковних парафій.  Кількість  священиків — 45 (з них представники секулярного духовенства — 9, члени чернечих організацій — 36), постійних дияконів — 1, монахів — 36, монахинь — 64.